# Miguel de Miranda y Mateo
Miguel de Miranda y Mateo, conde de Riocavado (Calahorra, 1897 - ibíd., 1976) fue un noble, científico y político español. 

## Biografía
Era hijo del calagurritano Gaspar de Miranda y Hurtado de Mendoza y de la madrileña Juana Mateo Cascajares. Por vía paterna era nieto de Miguel Miranda y Lacuadra, natural de Calahorra, y de Buenaventura Hurtado de Mendoza y Otazu, natural de Azcoitia (Guipúzcoa); y, por vía materna, de Indalecio de Mateo y Pérez Íñigo, natural de Santo Domingo de la Calzada, y de Pascuala Cascajares y Azara, natural de Calanda (Teruel). Esta última era hermana del cardenal Antonio María Cascajares. Su padre, Gaspar de Miranda, era un abogado y propietario agrícola destacado al que en 1896 el papa León XIII había concedido el título de conde de Cascajares. Gaspar de Miranda militaba además en el carlismo y era pariente de Tirso de Olazábal.
Tras cursar sus estudios secundarios en el colegio de los maristas de Logroño, Miguel de Miranda estudió Ciencias Naturales en la Universidad Central y la carrera de Perito Agrónomo en la Universidad de Zaragoza.

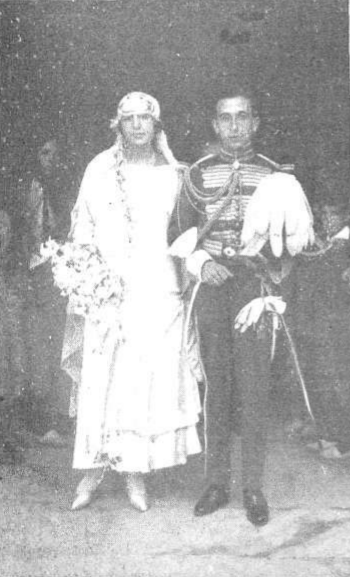
Miguel de Miranda junto con su esposa Casilda Mancebo

Además de su actividad principal, dedicada a la agricultura y la ganadería, estudió también la entemología y la biología y en 1930 fue admitido en la Real Sociedad Española de Historia Natural.
Militante de la Comunión Tradicionalista durante la Segunda República, en las elecciones de 1933 se presentó a diputado a Cortes por Logroño en la lista de las derechas con el Partido Agrario y la CEDA, y resultó elegido. En el Congreso formó parte de la minoría tradicionalista.
Al estallar la guerra civil, se apartó de la vida política. En 1957 reconoció a Don Juan como rey legítimo de España y en 1969 formó parte de una comisión de antiguos diputados tradicionalistas presidida por Ricardo Oreja Elósegui, que manifestó su adhesión al general Franco en El Pardo tras la expulsión de la familia Borbón-Parma y poco antes del nombramiento de Juan Carlos de Borbón como futuro rey.
Miguel de Miranda fue caballero de la Real Maestranza de Zaragoza y miembro del Instituto de Estudios Riojanos.
Estuvo casado con Casilda Mancebo Tremoya, III condesa de Riocavado, de quien tomó el título como consorte. Tuvieron por hijos a María Casilda, Javier (siguiente conde de Riocavado) y Miguel María de Miranda Mancebo.
Falleció en su ciudad natal de Calahorra el 22 de marzo de 1976.